# Йордан Самарджиев
Йордан (Юрдан) Константинов Самарджиев е български просветен деец и революционер от Македония.

## Биография
Самарджиев е роден в 1875 година в град Прилеп, тогава в Османската империя. Син е на видния български книжар Коне Самарджиев. В 1894 година завършва с деветия випуск Солунската българска мъжка гимназия. Завършва университетския курс по романска, френска литература в Нанси. През 1897/98 г. е учител по френски език в българската гимназия в Солун. От 1898 до 1901 година преподава в българското педагогическо училище в Сяр. По същото време, заедно с Анастас Наумов и Димитър Галев, е представител на Българското тайно революционно братство  и развива революционна дейност. Самарджиев покръщава Христо Караманджуков от Чокманово, Анастас Чешмеджиев от Устово и други дейци. По-късно Самарджиев обикаля Драма, Ксанти, Даръдере и Ахъчелебийско, като развива революционна дейност.
Самарджиев подпомага Солунските атентатори. След атентатите е заловен и измъчван, но не издава революционната организация. Самият той пише в спомените си:
| „ | Илинденското въстание стана с общите усилия и е дело на всички поробени българи, обаче само величавия Солунски атентат е дело на частна инициатива и елмаза на мак.революция. | “ |

Павел Шатев пише за него:
| „ | Страданията му, болките и твърдостта му бяха извънредно големи, но той като син на родолюбива фамилия и робска Македония понесе всичко със стоицизъм. | “ |

Самарджиев поема книжарницата и печатницата след смъртта на баща му – Коне Самарджиев. През 1913 издава за 29-а поредна година „Календарче Св. Кирил и Методий“.
След Междусъюзническата война през 1913 г. Гърция го екстернира от Солун.
В началото на 1914 година Юрдан Самарджиев се опитва да пренесе книжарницата и печатницата в България. Царското правителство, като има предвид прогресивната му дейност, налага огромно, невъзможно за плащане мито и стоката остава в българската митницата на Дедеагач. 
През 1917 година цар Фердинанд I издава указ да се освободят книжарските и печатарски стоки на Коне Г. Самарджиев без мито, но всичко отдавна е унищожено, след като България се включва в Първата световна война и на 8 октомври 1915 година 12 англо-френски бойни кораба бомбардират и опожаряват казармите, жп гарата и митницата на Дедеагач.
Умира в 1936 година в София.